# Hysterothylacium incurvum
Hysterothylacium incurvum är en rundmaskart som först beskrevs av Rudolphi 1809.  Hysterothylacium incurvum ingår i släktet Hysterothylacium, och familjen Anisakidae. Arten är reproducerande i Sverige.